# Reprezentacja Szwajcarii w koszykówce kobiet
Reprezentacja Szwajcarii w koszykówce kobiet - drużyna, która reprezentuje Szwajcarię w koszykówce kobiet. Za jej funkcjonowanie odpowiedzialny jest Szwajcarski Związek Koszykówki.